# Sörvikstunneln
Sörvikstunneln är en 230 meter lång tunnel i Uddevalla på Riksväg 44, som invigdes 1976 tillsammans med Kärratunneln.

## Upprustning
Mellan 2015 och 2017 rustades tunneln upp för att bland annat för att höja säkerheten i tunneln.

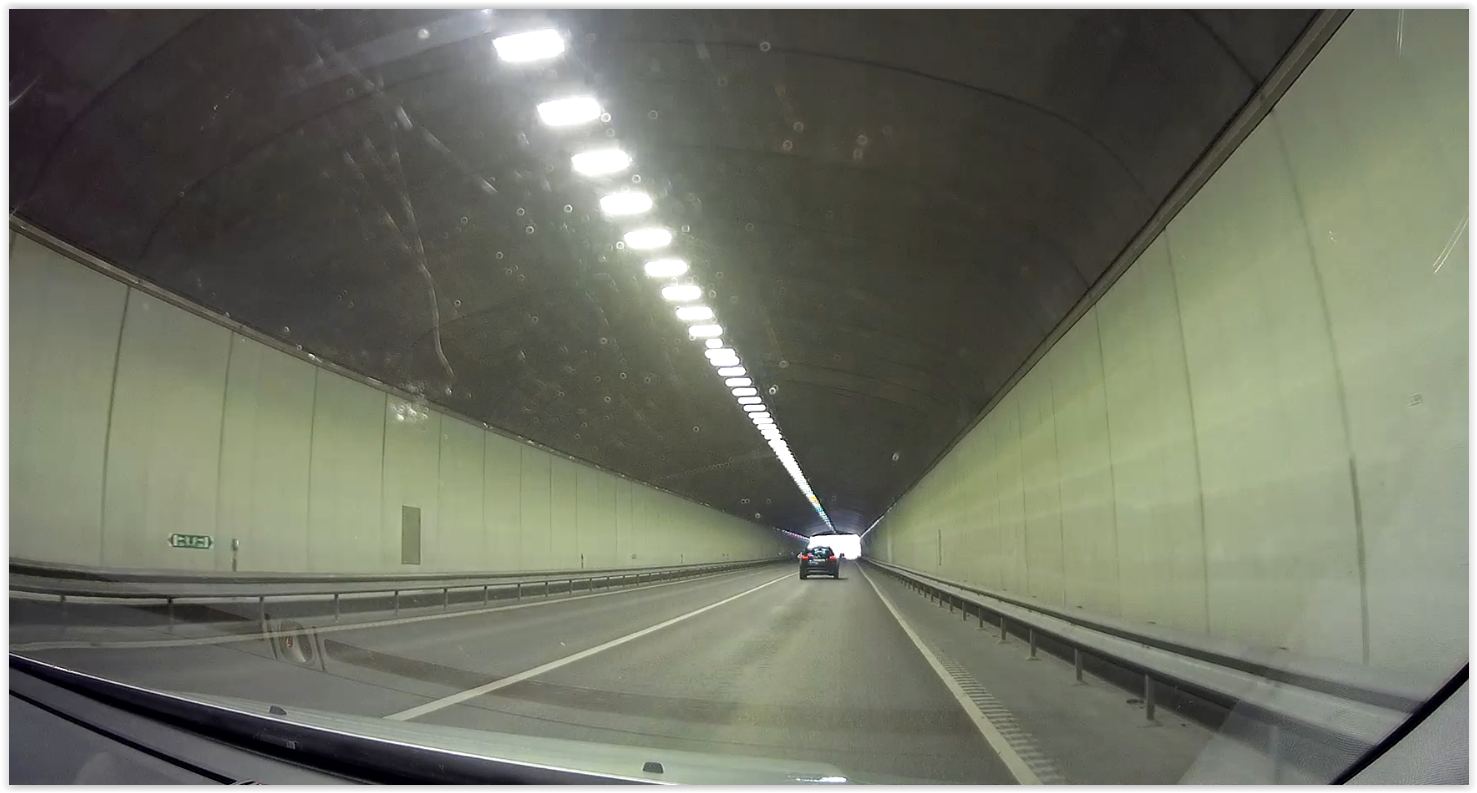
Insidan av Sörvikstunneln